# Pully Lausanne Foxes
O Pully Lausanne Foxes, conhecido até 2017 como Pully Basket, é um clube profissional de basquetebol sediado na cidade de Lausana, Suíça que atualmente disputa a SB League. Foi fundado em 1951 e manda seus jogos no Salle Omnisport Arnold Reymond com capacidade de 1.500 espectadores.

## Temporadas
| Temporada | Nível | Liga | Pos. | Pós Temporada     | Competições Europeias | Competições Europeias |
| --------- | ----- | ---- | ---- | ----------------- | --------------------- | --------------------- |
| 2016-17   | 1     | LNA  | 8    | Quartas de finais |                       |                       |
| 2017-18   | 1     | SBL  | 8    | Quartas de Finais |                       |                       |
| 2018-19   | 1     | SBL  | 11   |                   |                       |                       |

fonte:eurobasket.com

## Títulos
- LNA

Campeões (4): 1985-86, 1986-87, 1988-89, 1989-90
- Copa da Suíça

Campeões (5): 1987-88, 1988-89, 1989-90, 1990-91, 1991-92